# Ronald Laskey
Ronald Alfred Laskey (né le 26 janvier 1945) est un biologiste cellulaire britannique et chercheur sur le Cancer.

## Carrière et recherche
Laskey est professeur Charles Darwin d'embryologie à l'Université de Cambridge. En 1991, il cofonde le Wellcome Trust / Cancer Research Campaign Institute (maintenant connu sous le nom de Wellcome Trust / Cancer Research UK Gurdon Institute), avec cinq autres scientifiques de haut niveau, dont le professeur Sir John Gurdon . En 2001, il fonde l'unité des cellules cancéreuses du Conseil de la recherche médicale en 2001 et est directeur de l'unité jusqu'en 2010. Laskey est également membre du Darwin College de Cambridge .
En 1984, il est élu Fellow de la Royal Society  et en 1998 reçoit le Prix Louis-Jeantet pour la Médecine  et en 2000 le Prix du monde de demain pour l'innovation en santé ,. En 2001, il assure la Conférence croonienne .
Laskey est nommé commandeur de l'Empire britannique (CBE) dans les honneurs du Nouvel An 2011. Il reçoit aussi la médaille royale de la Royal Society pour ses "contributions essentielles à notre compréhension du contrôle de la réplication de l'ADN et du transport des protéines nucléaires, qui a conduit à une nouvelle méthode de dépistage pour le diagnostic du cancer", et le Cancer Research UK Prix d'excellence pour l'ensemble de sa carrière. 

## Vie privée
Laskey épouse Margaret Ann Page en 1971. Laskey est un auteur, compositeur et chanteur de chansons humoristiques (principalement) basées sur la science, dans la tradition de Tom Lehrer. Diverses combinaisons de ces chansons sont publiées par Cold Cold Spring Harbor Laboratory Press en trois disques: "Songs for Cynical Scientists" (cassette audio), More Songs for Cynical Scientists et Selected Songs for Cynical Scientists (CD). Seul le dernier enregistrement mentionné est encore disponible .